# Vollauf
Vollauf ist ein Gemeindeteil des Marktes Grafengehaig im oberfränkischen Landkreis Kulmbach. Vollauf liegt in der Gemarkung Eppenreuth.

## Geografie
Die Einöde liegt am Westhang einer Erhebung des Frankenwaldes, gegen Osten fällt das Gelände ins Tal des Vollaufmühlbachs ab, eines rechten Zuflusses des Großen Rehbachs. Eine Gemeindeverbindungsstraße führt nach Eppenreuth zur Staatsstraße 2158 (0,8 km westlich) bzw. nach Schindelwald (0,5 km südlich). Ein Wirtschaftsweg führt zur Vollaufmühle (0,3 km südöstlich).

## Geschichte
Gegen Ende des 18. Jahrhunderts bestand Vollauf aus zwei Anwesen (1 Hof, 1 Haus). Das Hochgericht übte das Burggericht Guttenberg aus. Es hatte ggf. an das bambergische Centamt Marktschorgast auszuliefern. Das Burggericht Guttenberg war Grundherr der beiden Anwesen.
Mit dem Gemeindeedikt wurde Vollauf dem 1812 gebildeten Steuerdistrikt Eppenreuth und der im selben Jahr gebildeten Ruralgemeinde Eppenreuth zugewiesen. Im Zuge der Gebietsreform in Bayern wurde Vollauf am 1. Januar 1972 nach Grafengehaig eingegliedert.

### Einwohnerentwicklung
| Jahr      | 001818 | 001819 | 001861 | 001871 | 001885 | 001900 | 001925 | 001950 | 001961 | 001970 | 001987 |
| Einwohner |        | *      | 18     | 15     | 21     | 10     | 12     | 11     | 7      | 8      | 10     |
| Häuser    | 2      |        |        |        | 2      | 2      | 2      | 2      | 2      |        | 2      |
| Quelle    | [ 6 ]  | [ 9 ]  | [ 10 ] | [ 11 ] | [ 12 ] | [ 13 ] | [ 14 ] | [ 15 ] | [ 16 ] | [ 17 ] | [ 1 ]  |

## Religion
Vollauf ist evangelisch-lutherisch geprägt und bis heute nach Zum Heiligen Geist (Grafengehaig) gepfarrt.